# Pasta ZZ
Pasta ZZ је била југословенска и српска новоталасна група из Београда, позната по учешћу на компилацији Артистичка радна акција из 1981. године.

## Историјат
Бенд су формирали вокал Ђорђе Лукић и гитаристи Бранислав Петровић Банана, Срђан Дебељковић, бас гитариста Вишеслав Оринчић и бубњар Драгослав Радојковић. Једине снимке које је бенд објавио биле су песме F.G. & Acreppy коју су написали Петровић и Лукић и песма Дракула, коју је написао Петровић. Обе песме објављене су на компилацијском албуму Артистичка радна акција из 1981. године, представљајући другу генерацију београдског новог таласа и панк рок бендова. Након објављивања компилације бенд је престао са радом.
Драган Петровић се придружио бенду Сломљена стакла, а Бранислав Петровић бенду Безобразно зелено и са њима издао дебитански албум под називом Б31. Након распада Безобразно зелено, Петровић се 1985. године придружио бенду Електрични оргазам. Током каријере гостовао је на бројним запаженим издањима, укључујући први и други албум групе Партибрејкерси, свирајући хармонику. Петровић се појавио и на албуму Ево сада видиш да може, Срђана Гојковића Гилета, као гитариста и на албумима Дисциплине кичме, Сви за мном! и Када кажеш музика на шта тачно мислиш, реци ми?.
Радојковић је приступио бенду Профили профили и са њима објавио студијски албум под називом Казимиров казнени корпус/Профили профили. Радојковић је такође радио са словеначким бендом Laibach, на њиховом првом студијском албуму. Године 1968. Радојковић је заједно са гитаристом Партибрејкерса, Небојшом Антонијевићем Антоном, Срђаном Марковићем Ђилетом и Миодрагом Чезом Стојановићем, основао бенд Плаћеници. Појавио се на четири песме на компилацији уметника под називом Београдски графити и након тога престао са музиком. Године 2006. појавио се као гост бубњар на четвртом студијском албуму групе Супернаут.
Године 2004. уживо верзија песме Моје младости појавила се на хрватској музичкој компилацији разних уметника, под називом Tutti Pazzi Vol. 11.
У америчкој анимираној телевизијској серији Сунђер Боб Коцкалоне, у епизоди „Нестали идентитет”, Патрик проналази запис о бенду Sting ray 500 у смећу. У српској верзији, име бенда је преведено као Pasta ZZ